# 東海大学女子ハンドボール部
東海大学女子ハンドボール部（とうかいだいがく じょしハンドボールぶ）は、関東学生ハンドボール連盟に所属する東海大学の女子ハンドボール部。

## 歴史
1978年に創部。
1985年に関東学生ハンドボール連盟1部へ昇格。
2014年の秋季リーグでは7戦全勝を果たし、創部初の優勝を決めた。

## 年度別成績
| 年度   | 学生選手権   | 関東学生連盟 | 関東学生連盟 |
| 年度   | 学生選手権   | 春季リーグ   | 秋季リーグ   |
| ------ | ------------ | ------------ | ------------ |
| 2000年 | 2回戦敗退    | 優勝 (2部)   | 優勝 (2部)   |
| 2001年 | 2回戦敗退    | 5位          | 7位          |
| 2002年 | 1回戦敗退    | 7位          | 7位          |
| 2003年 | 2回戦敗退    | 5位          | 4位          |
| 2004年 | 2回戦敗退    | 5位          | 5位          |
| 2005年 | 2回戦敗退    | 6位          | 3位          |
| 2006年 | 2回戦敗退    | 7位          | 7位          |
| 2007年 | 準々決勝敗退 | 6位          | 4位          |
| 2008年 | 2回戦敗退    | 6位          | 5位          |
| 2009年 | 準々決勝敗退 | 5位          | 4位          |
| 2010年 | 準々決勝敗退 | 5位          | 3位          |
| 2011年 | 2回戦敗退    | 3位          | 5位          |
| 2012年 | ベスト4      | 5位          | 5位          |
| 2013年 | ベスト4      | 2位          | 2位          |
| 2014年 | 1回戦敗退    | 4位          | 優勝         |
| 2015年 | 2回戦敗退    | 3位          | 6位          |
| 2016年 | 1回戦敗退    | 6位          | 6位          |
| 2017年 | 準々決勝敗退 | 3位          | 3位          |
| 2018年 | ベスト4      | 2位          | 2位          |
| 2019年 | ３位         | 3位          | ２位         |
| 2020年 | 中止         | 中止         | ２位         |

## 主な出身選手
- 相澤莉乃 (2012年卒) - 元・オムロン
- 川村杏奈 (2014年卒) - ソニーセミコンダクタマニュファクチャリング
- 鈴木理紗 (2015年卒) - 元・ソニーセミコンダクタマニュファクチャリング
- 諸岡世奈 (2015年卒) - 元・ソニーセミコンダクタマニュファクチャリング
- 山下真里奈 (2015年卒) - オムロン
- 深田彩加 (2016年卒) - 北國銀行
- 佐藤一実 (2017年卒) - プレステージ・インターナショナル アランマーレ
- 鈴木愛梨 (2017年卒) - 元・プレステージ・インターナショナル アランマーレ
- 渋谷優衣 (2018年卒) - ソニーセミコンダクタマニュファクチャリング
- 平野麻綾 (2018年卒) - 飛騨高山ブラックブルズ岐阜
- 檜木祐穂 (2019年卒) - プレステージ・インターナショナル アランマーレ
- 渡部真綾（2020年卒）-　オムロン
- 渡辺直葉（2020年卒）-　オムロン
- 大野里佳子（2020年卒）-　飛騨高山ブラックブルズ岐阜
- 高橋杏奈（2020年卒）-　飛騨高山ブラックブルズ岐阜